# 伊利諾伊鎮區 (阿肯色州華盛頓縣)
伊利諾伊鎮區（英語：Illinois Township）是位於美國阿肯色州華盛頓縣的一個行政鎮區。

## 地方資料
伊利諾伊鎮區的面積為87.11平方千米，當中陸地面積為86.58平方千米，而水域面積為0.53平方千米。根據2010年美國人口普查的數據，當地共有人口853人，而人口密度為每平方千米9.79人。